# Shitan, Qingxin
Shitan är en köping i sydöstra Kina. Den ligger i stadsdistriktet Qingxin i staden Qingyuan i provinsen Guangdong, omkring 120 kilometer nordväst om provinshuvudstaden Guangzhou. Antalet invånare är 81 413. Befolkningen består av 39 955 kvinnor och 41 458 män. Barn under 15 år utgör 25,0 %, vuxna 15-64 år 66 %, och äldre över 65 år 7,0 %.